# Trojúhelník (Izrael)

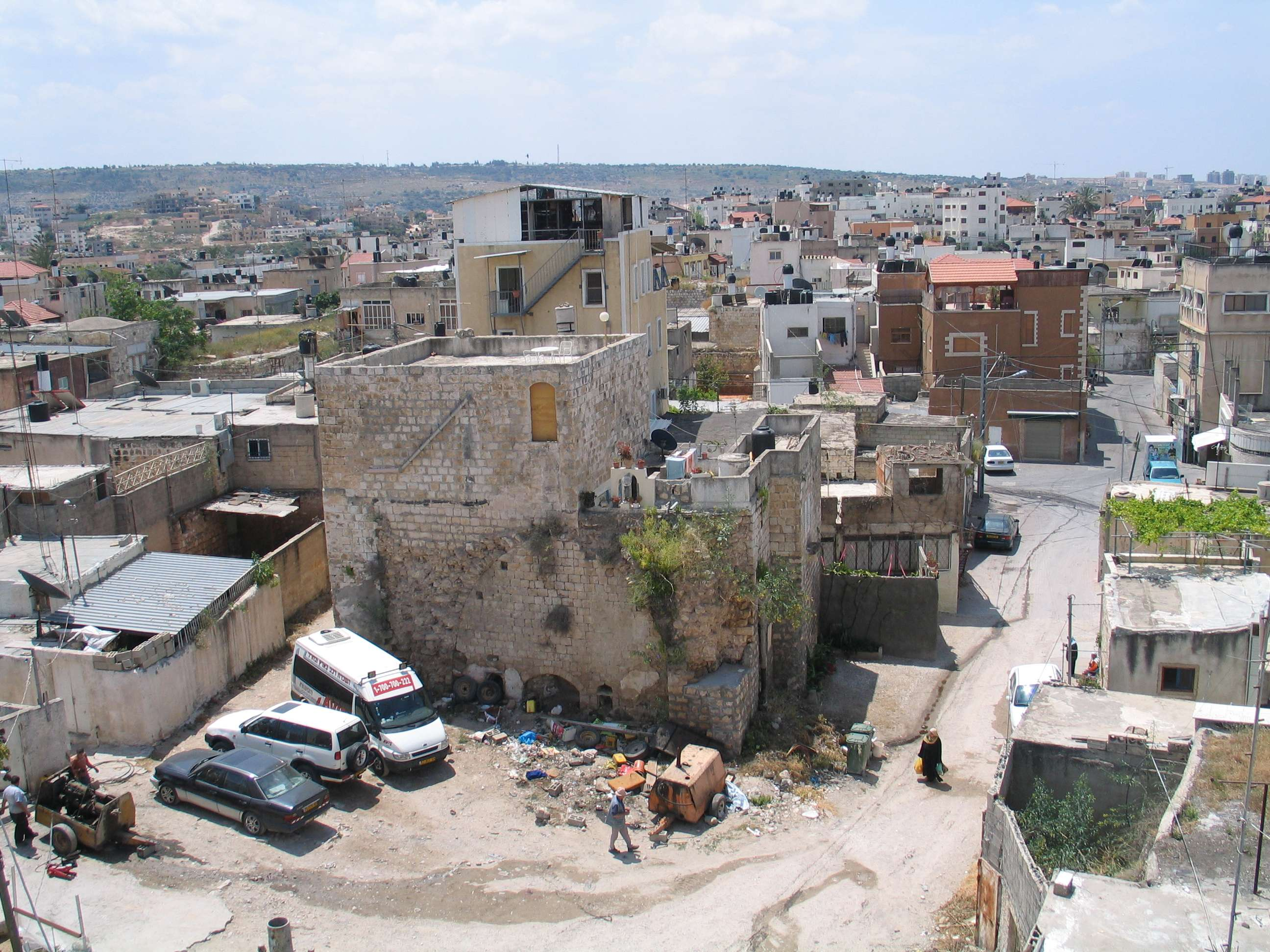
Město Tajbe, největší arabské sídlo v Trojúhelníku

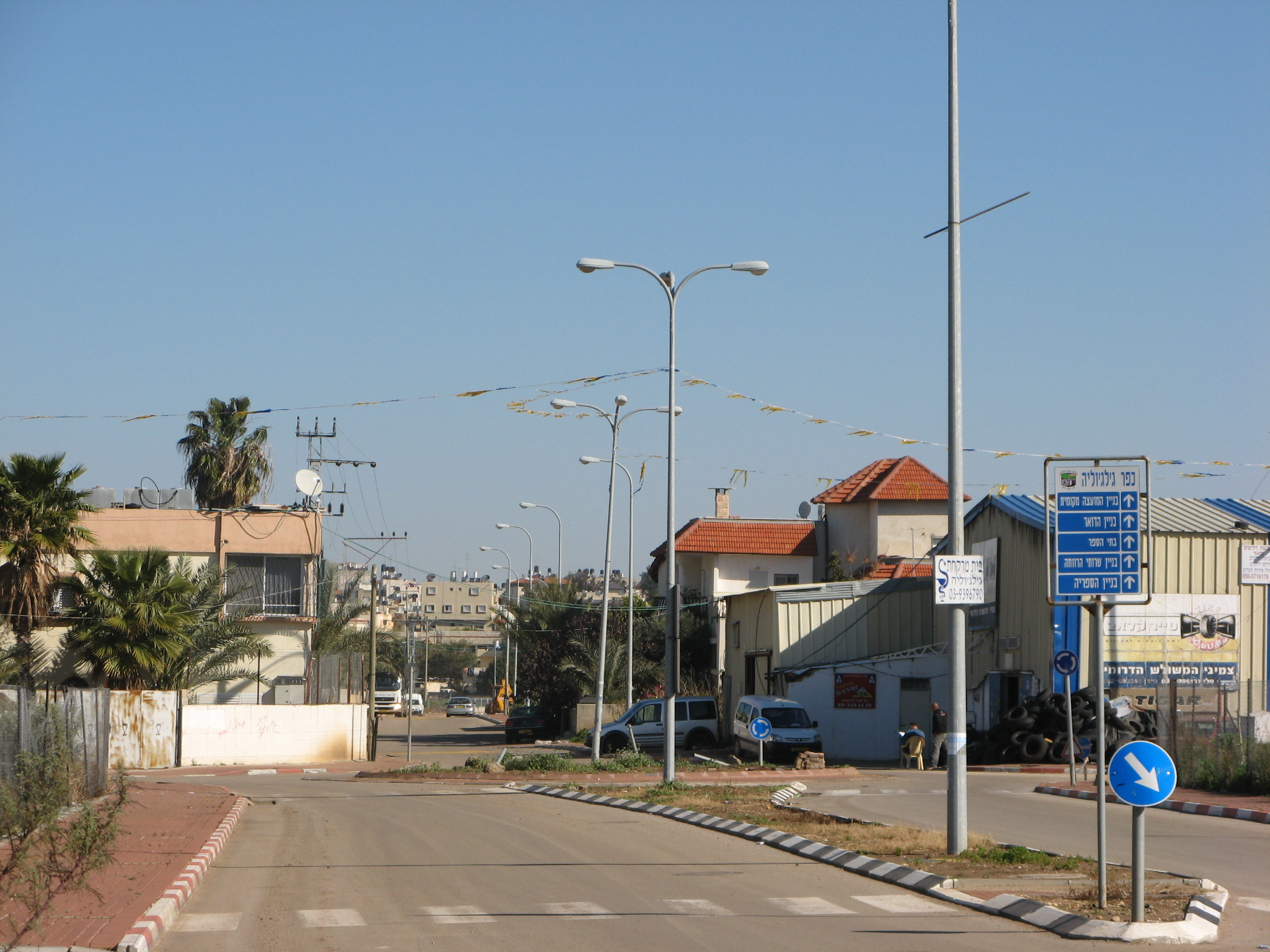
Město Džaldžulja

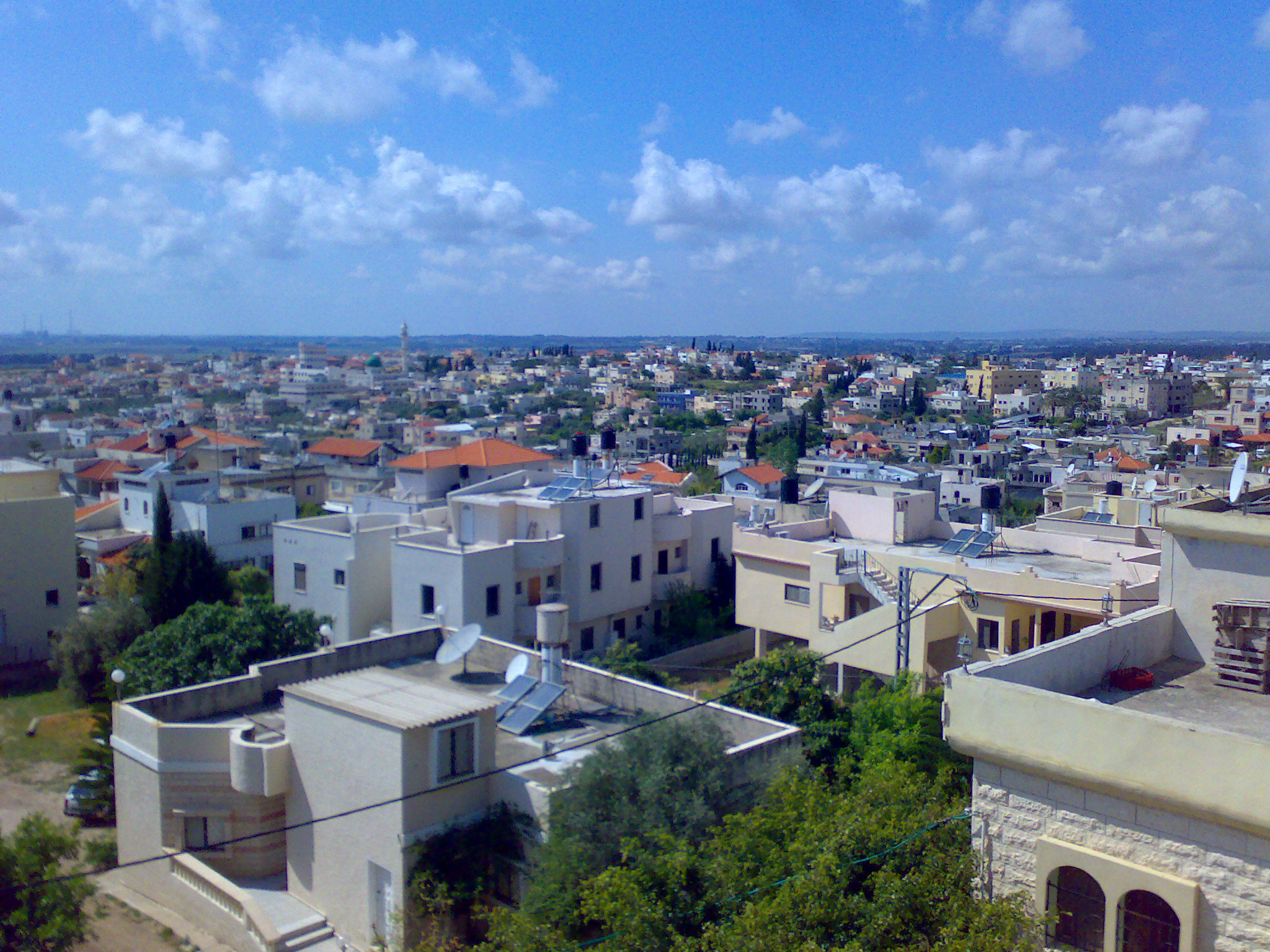
Město Baka-Džat

Trojúhelník dříve též Malý trojúhelník (hebrejsky: המשולש - „ha-Mešulaš“,arabsky: المـُثـَلـَّث - „al-Mutalat“) je region v Izraeli s výrazným zastoupením obyvatel z řad izraelských Arabů.
Rozkládá se v dlouhém pásu na východním okraji pobřežní nížiny v centrální části Izraele, při pomezí Izraele v jeho mezinárodně uznávaných hranicích a Západního břehu Jordánu. Začíná cca 20 kilometrů východně od Tel Avivu městem Kafr Kasim a pak se táhne k severu jako takřka souvislý řetězec arabských vesnic a měst. Končí městem Baka-Džat cca 12 kilometrů východně od Chadery. Arabské osídlení pak ale pokračuje podél hranic Západního břehu Jordánu dál k severovýchodu, kde tvoří region Vádí Ara, někdy rovněž řazený jako součást Trojúhelníku. Jindy se pro území Vádí Ara používá označení Severní Trojúhelník, pro odlišení od Jižního Trojúhelníku (původní Malý Trojúhelník).
Od počátku 90. let 20. století bylo do tohoto převážně arabského pásu vloženo několik nově zřízených židovských měst, budovaných v rámci programu Jišuvej ha-Kochavim. Židovské osídlení regionu podporuje i nová dálnice číslo 6 (Transizraelská dálnice). 1. června 1949 bylo Arabům žijícím v tzv. Malém trojúhelníku uděleno izraelské občanství.
Od přelomu 20. a 21. století se v Izraeli objevují návrhy na odstoupení části Araby obývaných území v Trojúhelníku a jejich výměnu za bloky židovských osad na Západním břehu Jordánu. Takovouto myšlenku prosazoval geograf Arnon Sofer ale i politici jako Avigdor Lieberman ze strany Jisra'el Bejtejnu.

## Seznam arabských sídel v Trojúhelníku (bez Vádí Ara)
od severu k jihu
- Baka-Džat
- Zemer
- Kalansuva
- Tajbe
- Tira
- Džaldžulja
- Kafr Bara
- Kafr Kasim